# Melitta eickworti
Melitta eickworti là một loài ong trong họ Melittidae. Loài này được Snelling & Stage miêu tả khoa học đầu tiên năm 1995.